# Formidable (film)
Pour les articles homonymes, voir Formidable.
Pour plus de détails, voir Fiche technique et Distribution.
Formidable est un film belge réalisé par Dominique Standaert, sorti en 2007.

## Fiche technique
- Titre : Formidable
- Réalisation : Dominique Standaert
- Scénario : Dominique Standaert
- Photographie : Rémon Fromont
- Montage : Dominique Lefever
- Son : Dan Van Bever
- Musique : Frédéric Vercheval
- Production : Centre du cinéma et de l'audiovisuel de la Fédération Wallonie-Bruxelles
- Pays d'origine :  Belgique
- Durée : 90 minutes
- Dates de sortie : 
  - Belgique : 2 octobre 2007 (Festival du film francophone de Namur)
  - Belgique : 30 avril 2008

## Distribution
- Maaike Cafmeyer
- Stéphane De Groodt
- Serge Larivière
- Georges Siatidis